# 宝生新
宝生新（ほうしょう あらた／しん、1870年11月16日（明治3年10月23日） - 1944年（昭和19年）6月10日）はワキ方宝生流能楽師。ワキ方宝生流十世宗家。本名、宝生朝太郎。

## 来歴・著作物

### 来歴
九世宗家宝生金五郎の子として東京日本橋に生まれる。八世宝生新朔は伯父に当たる。7歳で『猩々』のワキで初舞台。伯父新朔や父につき修業し16歳で一時廃業するが、27歳で復帰して新と名のり、1905年 10世家元となる。 1937年初世梅若万三郎とともに第1回帝国芸術院会員。
門下から松本謙三、宝生弥一、森茂好など。
芸風は新朔に近く、繊細な謡を得意とした。美声とととのった容姿で「隅田川」「道成寺」などのワキをつとめ、明治・大正・昭和期に活躍し、名人と謳われる。夏目漱石に謡を教えたことでも知られる。
子に宝生哲。女婿に森茂好、孫に森常好改め宝生常三。次女の女婿に宝生弥一、孫に宝生閑。

### 逸話
犬が好きで飼育していた。子犬を一匹、弟子が風呂敷に包んで電車にて夏目家に運搬し、これを漱石が引き取った。ただし後年そのことを忘れていたともとれる発言をしている。

### 著書
- 『宝生新自伝』能楽書林、1949年

### DVD
- 能楽名演集 金春流「葵上」櫻間金太郎（弓川） 宝生新／「実盛」櫻間道雄 森茂好、NHKエンタープライズ

## 宝生哲
宝生 哲（ほうしょう てつ、1922年（大正11年）7月30日 - 2002年（平成14年）3月14日）は、ワキ方宝生流（下掛宝生流）能楽師。ワキ方宝生流十一世宗家。
宝生新の子。1945年（昭和20年）戦後すぐにワキ方宝生流十一世宗家を継承。日本能楽会会員（重要無形文化財保持者（総合認定））。前名は宝生彰彦。